# Iodes kamerunensis
Espèce
Iodes kamerunensis est une espèce de plantes lianeuses de la famille des Icacinaceae et du genre Iodes, présente principalement au Cameroun, également au Nigeria.

## Description
C'est une liane dioïque, couverte de poils doux, jaunes à brun rouille, avec des vrilles extra-axillaires. les feuilles sont densément tomenteuses sur la face inférieure. Les fleurs mâles sont pourvues d'un calice ; les fleurs femelles sont encore inconnues.

## Distribution
En janvier 1896, elle a été découverte une première fois, en fleur, par Alois Staudt à la Johann-Albrechts-Höhe, une station au bord du lac Barombi Mbo, dans la région du Sud-Ouest, près de Kumba.
Au Cameroun, l'espèce a ensuite été collectée à plusieurs reprises, notamment par Zenker à Bipindi en 1904 et 1908, par Letouzey près de Makak en 1972. Elle a également été signalée près de Calabar au Nigeria en 1957.